# 船副

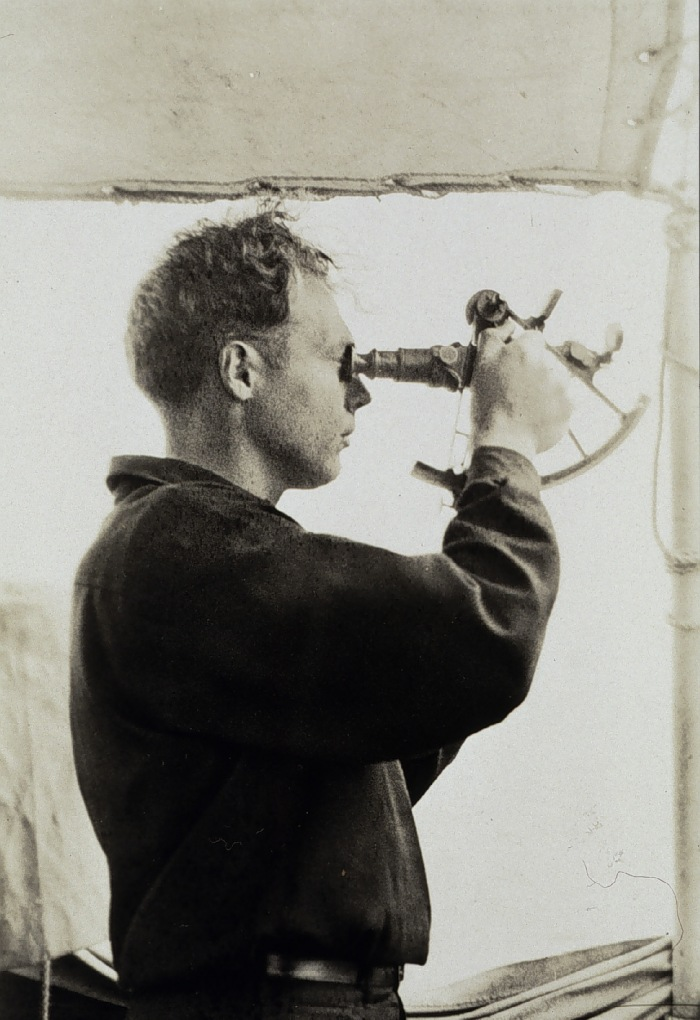
二副負責船舶航海儀器等航行設備之維護

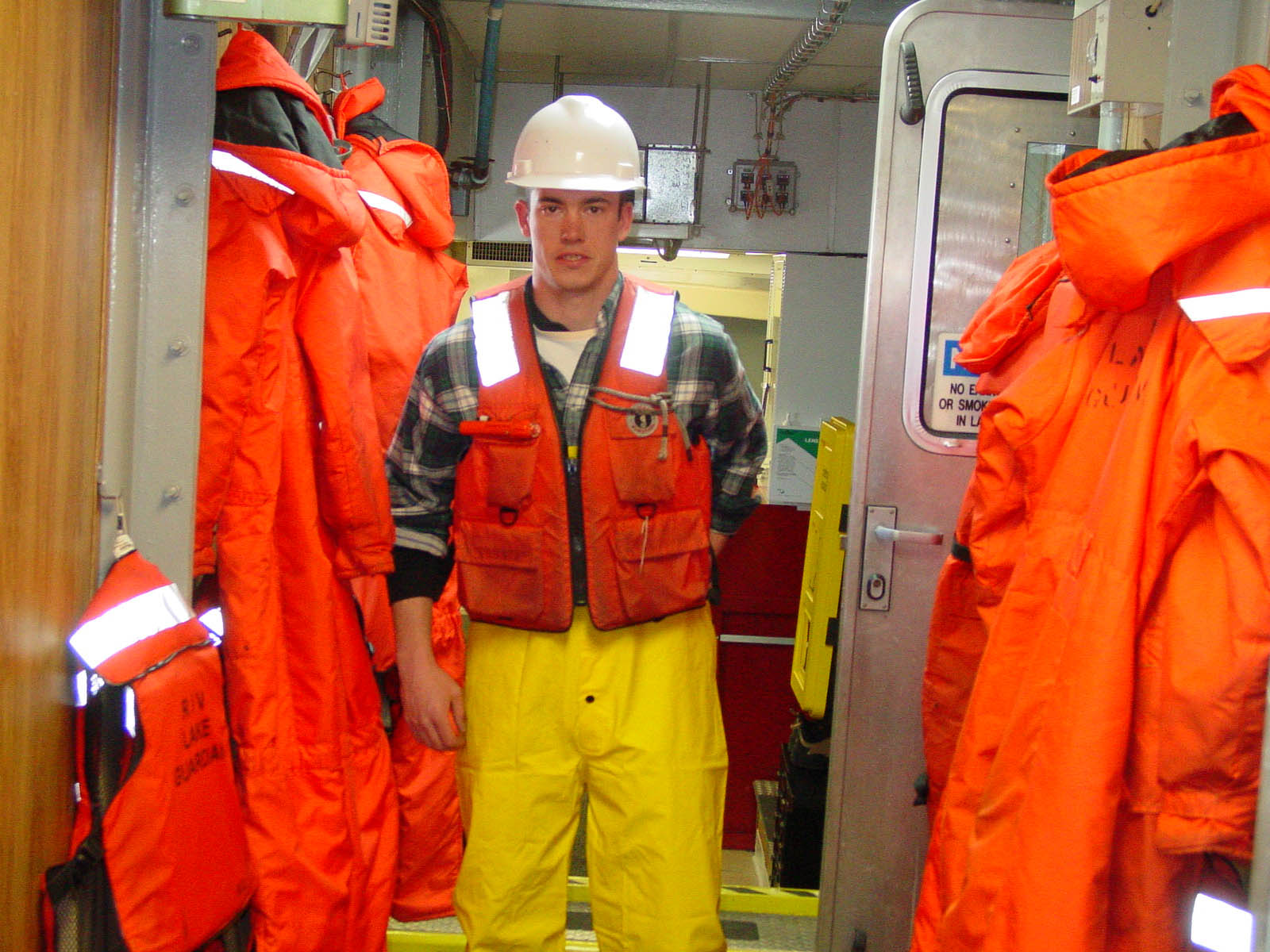
三副負責救生等安全設備之維護

船副，又称甲級船員（英語： 或 ），分為大副、二副和三副，是屬於一艘船舶的艙面部門（甲板部）的高等海员。為一船舶之主管人員，並依據船長命令指示進行管理和值勤，負責航行當值、主管事務、督率有關船员等工作。
船副至少須具備之能力包含：海事及海上貿易相關之英文和法規、貨物作業、航海學、氣象學、船舶操作與船上人員管理、電子航儀、船舶通訊、船舶保全、滅火消防、基本醫療急救、救難及艇筏操縱、領導統御與駕駛台團隊資源管理等，特種船舶(如液化氣體船/油船/化學船/客船)又另再需具備群眾管理、化學品操作/油品操作特別訓練。由於需要專業能力繁雜，故一位符合需求及富能力之船副養成教育需耗費相當之資源及時間。

## 執業
須持有締約國（或船籍國）政府其符合依據聯合國國際海事組織之「1978年航海人員訓練、發證及航行當值標準國際公約及其修正案（STCW 1978，Standards of the Training, Certification and Watchkeeping for Seafarers,1978, As Amended）」附錄部分有關服務、年齡、健康狀況、培訓、資格、及考試之規定發給並持有適當之證書方能執業。
船副等級依國際公約規定，又以船舶噸位及航行水域，作為航行限制和執照等級之核發區分，各國家有其不同名稱，如中華民國船員法將甲級船員之等級由高至低區分為一等至三等，並以國家考試之方式限制取得及格證書，再經過前項STCW國際公約規定取得相當之海勤資歷方能由航政主管機關（交通部）取得適任證書，其中較高等執照可向下適用。

## 工作
船副之工作職責及工作時數主要係依據國際海事組織(IMO)制定之「1978年航海人員訓練、發證及航行當值標準國際公約及其修正案（STCW 1978，Standards of the Training, Certification and Watchkeeping for Seafarers,1978, As Amended）」及國際勞工組織（ILO）制定之「2006年國際海事勞工公約（Maritime Labour Convention, 2006）」等相關國際公約規定，另特殊船舶另訂有其相關國際公約規範；各締約國政府可依國際公約另訂該國法規，但該標準不低於所簽訂之國際公約。
除規定之當值外，船副依其職責有其相關需負責之工作（包括並不限於，依各船東及船籍國法令規定）。大致而言，二副負責船舶醫療及其器材、航海（包含傳統設備、電子設備及通信設備）儀器、航海書刊、海圖等設備器材之管理、維護及更新工作，並向船長及大副負責；三副則負責船舶之消防滅火設施、救生、救難設備等安全設施之管理、維護及更新工作，並向大副負責。
此外船舶於進/出港/拋錨時，則另須依其職級負責相關工作，大副須至船艏進行備便及帶艏纜或拋錨鏈等工作、二副須至船艉進行備便及帶艉纜等工作、三副則於駕駛台協助船長，接送領港、傳達舵/俥令、航向、航速、聯繫機艙部門、操俥及其它行政等相關工作。

當值及工作時間
船舶於航行（Under way）時，船副依職責需航行當值；進/出港及靠泊或拋/起錨及錨泊時，則由航行/港口/錨泊當值班進入備便狀態，以靠/離碼頭及拋錨，完成後隨後再進行港口/錨泊/航行當值班。依據國際公約規定其一天休息時數不得少於連續6小時，船副之航行當值（Watching Keeping）工作時數為8小時（4小時輪班制），錨泊、港口當值為12小時（6小時輪班制）；而為提升航行安全之故，接換班之船副需提早至駕駛台與當值船副交接班。
順序：航行中（航行當值）←→ 拋錨/進、出港（備便）←→ 錨泊/靠泊（錨泊/港口當值）
航行當值
- 大副（Chief Officer, C/O）：04時-08時；16時-20時
- 資深船副（二副，2nd Officer, 2/O）：00時-04時；12時-16時
- 資淺船副（三副，3rd Officer, 3/O）：08時-12時；20時-24時

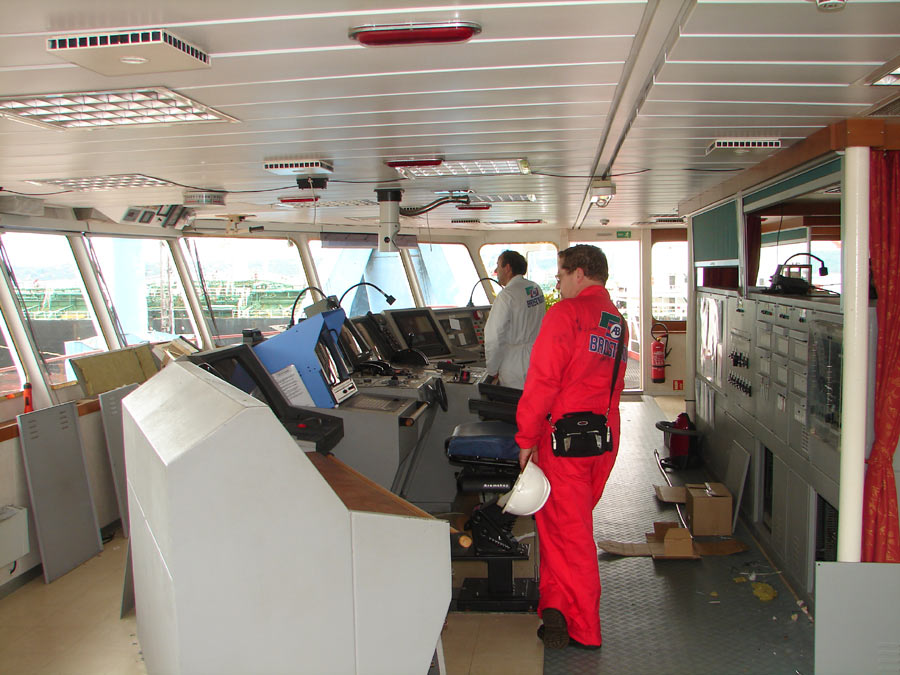
船副進行航行當值或交接班時

進/出港，錨泊時
- 大副（Chief Officer, C/O）：靠港前1小時，至船艏備便帶/脫纜或拋錨
- 資深船副（二副，2nd Officer, 2/O）：靠港前1小時，至船艉備便帶/脫纜
- 資淺船副（三副，3rd Officer, 3/O）：靠港前1小時，至駕駛台備便，備俥、接送領港及其他行政事宜

港口/錨泊當值
- 大副（Chief Officer, C/O）：需進行全船裝卸貨物、壓艙水調整及其他行政、管理、調度等事務。
- 資深船副（二副，2nd Officer, 2/O）：00時-06時；12時-18時
- 資淺船副（三副，3rd Officer, 3/O）：06時-12時；18時-24時

工作職責（依據中華民國船員服務規則規定）
艙面部門主管事項如下：
一、船舶之運作及駕駛事項。
二、船體、艙面設備、航海儀器、屬具之維護、修理及物料之申請與保管事項。
三、氣象之觀測及報告事項。
四、艙面通信設備之使用及保管事項。
五、航路船位之報告及航海日誌之記錄事項。
六、艙面部門人員之管理、考核及訓練事項。
七、貨物裝卸之準備及督導事項。
八、海圖及航海圖書之備置、修正與保管事項。
九、輪機部門、事務部門（旅客部門）及電信部門之聯繫事項。
十、醫療、一般行政及船員福利事項。
十一、船上安全及保全事項。
十二、其他有關艙面部門事項。

當值航行員應督率有關海員操作及注意辦理下列事項：
一、遵守航行規則，謹慎當值。
二、遵照船長有關航行事項之指示，不得擅自更改。
三、保持船長所定航向及航速，如遇時機急迫，得為權宜變更，但應即時報告船長。
四、注意天氣及海面狀況，遇突發事件，應即報告船長。
五、夜間當值，應先簽閱夜更命令簿。
六、負責通信聯絡，並應即報告船長。
七、錨泊或停泊時，應注意天氣及附近海面情況。
八、交值時，應將船舶運作情形，所受命令及其他重要事項，詳告接替者。
九、當值時一切有關事項應翔實記入航海日誌。
十、其他上級主管交辦事項。

船副應於航泊時當值及秉承上級主管之命執行工作，其職責如下：
一、保管、校驗船上航海設備與儀器及保管、修正海圖與航海有關之書冊、圖表。
二、船舶進出港或錨泊時，應於船長指定之部位值勤，遵照船長命令，指揮海員執行其職務。
三、船舶停泊時，遵照船長命令當值；船舶裝卸貨物時，監督裝卸作業。
四、保管並記錄航海摘要日誌、磁羅經自差簿、航海儀器紀錄簿及填寫正午報告表。
五、負責郵件之裝卸及保管，備置郵件簿登記收受與遞交之日期、件數。
六、負責駕駛臺內外及駕駛臺甲板上各項設備、屬具之清潔與保養。
七、保管船上藥品與醫療設備。
八、協助大副辦理船舶進出港手續及一般行政事務。
九、船舶開航前，會同輪機人員試車、車鐘、號笛，並將船舶吃水及燃油、淡水儲量報告船長。
十、保管並檢查救生、滅火及艙面通信設備。
十一、負責接送引水人，並檢查繩梯及舷梯之安全。
十二、其他依國際公約、法規、雇用人規定應由船副負責及上級交辦之事項。
船舶配置兩名以上之船副者，其各人職責由雇用人參照前項規定之。船舶未配置船副時，其由船副辦理之事項，由船長指定人員辦理之。